# Jens Lindhardt
Jens Hee Lindhardt (Copenhague, 23 de septiembre de 1946) es un deportista danés que compitió en remo. Ganó una medalla de plata en el Campeonato Mundial de Remo de 1989, en la prueba de ocho con timonel ligero.

## Palmarés internacional
| Campeonato Mundial | Campeonato Mundial | Campeonato Mundial | Campeonato Mundial      |
| Año                | Lugar              | Medalla            | Prueba                  |
| ------------------ | ------------------ | ------------------ | ----------------------- |
| 1989               | Bled (Yugoslavia)  | Medalla de plata   | Ocho con timonel ligero |